# Carlos Martens Bilongo
Carlos Martens Bilongo (Villiers-le-Bel, 31 de desembre de 1990) és un polític francès membre del partit La França Insubmisa. Va ser elegit diputat de l'Assemblea Nacional el 19 de juny de 2022 per la 8a circumscripció de la Val-d'Oise en representació de Nova Unió Popular Ecològica i Social, guanyant a la segona volta el 61,72% dels sufragis.

## Trajectòria
La seva família és d'origen congolès i angolès i és el menor de sis germans. Després de treballar com gerent comercial durant sis anys, des de 2019 és professor d'economia i dret al Lycée Alexandre-Dumas. També va ser el preparador físic de la cantant Aya Nakamura.
És membre del col·lectiu Triangle de Gonesse, una plataforma que agrupa diverses associacions compromeses amb l'ecologia que s'ha significat en la lluita per a salvar terres de cultiu en zones fèrtils del nord de París.
El 3 de novembre de 2022, durant una sessió de control al govern a l'Assemblea Nacional on el diputat Bilongo abordava el tema de la distribució dels migrants del vaixell Ocean Viking de l'ONG SOS Mediterranée que transportava 234 persones i que no trobava port d'acollida perquè les autoritats italianes i malteses li ho havien denegat, va ser interromput pel diputat del partit Reagrupament Nacional, Grégoire de Fournas, que va proferir el crit «que torni a l'Àfrica». Aquestes declaracions van provocar la indignació del parlament i va fer que la presidenta suspengués temporalment la sessió.